# Petite Trotte a Leon
La Petite Trotte à Léon (abbreviata in PTL)  è una corsa internazionale sulla distanza in autonomia totale che si svolge sui tre versanti (francese, italiano e svizzero) del Monte Bianco. La gara è una delle cinque che compongono l'evento Ultra-Trail du Mont-Blanc che si svolge annualmente a Chamonix  e viene organizzata a partire dall'edizione del 2008. Distanza e percorso variano annualmente ma si aggirano per consuetudine intorno ai 320 Km con circa 24.000 metri di dislivello positivo.

## Descrizione
La manifestazione, in ragione della sua lunghezza, è la prima a partire nell'ambito del circuito UTMB e di norma prende il via il lunedì che apre la settimana dell'evento. Nel 2016 la partenza è stata fissata alle ore 9.00, con un tempo massimo di percorrenza di 151 ore e 30 minuti e un percorso che si articola su 290 km e 26.500 m di dislivello positivo.
Il regolamento prevede che alla PTL possano partecipare squadre indissociabili composte da due o tre concorrenti.
Peculiarità della gara consiste nello svolgersi su un percorso privo di segnalazioni. Ai concorrenti viene consegnato un tracciato di gara, in formato elettronico, da seguire fedelmente tramite un proprio navigatore satellitare. Lo stesso percorso viene anche fornito in forma cartacea. Ad ogni squadra viene inoltre consegnato, da parte dell'organizzazione, un localizzatore satellitare (tracker) che, senza possibilità di intervento da parte dei corridori, registra il percorso effettuato e, a intervalli regolari, comunica la posizione della squadra al centro di controllo.
La partecipazione è limitata a 300 squadre. Sino all'edizione 2015, per partecipare, era necessario che uno dei componenti la squadra avesse terminato in precedenza un'edizione del Tor des Géants oppure dell'Ultra Trail du Mont Blanc.
Dal 2016 all'atto dell'iscrizione occorre presentare un dossier che attesti l'esperienza di ogni membro della squadra permettendo di valutarne l'esperienza tecnica,l'esperienza sportiva e la motivazione individuale.
Il percorso varia ogni anno ma consiste comunque in un tracciato ad anello intorno al gruppo del Monte Bianco. Ogni anno il senso del percorso viene invertito (orario o antiorario).
Lo spirito della manifestazione prevede che non venga stilata una classifica ufficiale ma che tutti i finisher vengano premiati. Ogni anno viene comunque emessa una tabella dei tempi di percorrenza di ogni squadra.
Per le sue peculiarità (lunghezza, impegno psico-fisico, percorso non segnalato e spesso al di fuori di sentieri battuti, limitata assistenza lungo il percorso) difficilmente riscontrabili tutte insieme in altre manifestazioni, la PTL si è guadagnata negli anni un'aura di particolare rispetto che la contraddistingue fra gli altri ultra-trail.